# Totto-chan, la petite fille à la fenêtre
 (juillet 2024).
Si vous disposez d'ouvrages ou d'articles de référence ou si vous connaissez des sites web de qualité traitant du thème abordé ici, merci de compléter l'article en donnant les références utiles à sa vérifiabilité et en les liant à la section « Notes et références ».
Totto-chan, la petite fille à la fenêtre (窓ぎわのトットちゃん, Madogiwa no Totto-chan) est un ouvrage autobiographique de littérature japonaise écrit par Tetsuko Kuroyanagi et illustré dans l'édition originale par Chihiro Iwasaki, publié en 1981 par Kōdansha.
Le livre a été traduit par Olivier Magnani aux Presses de la Renaissance
Avant d'être un livre, les chapitres ont été publiés sous forme de feuilleton dans la revue Jeunes Femmes de février 1979 à décembre 1980.
Un film d'animation japonais du même nom adaptant le roman et réalisé par Shinnosuke Yakuwa, voit le jour. Il sort le 8 décembre 2023 au Japon et le 1er janvier 2025 en salles en France. 

## Les personnages
- Tetsuko dite Totto-chan
- Ses parents
- Monsieur Sôsaku Kobayashi
- Takahashi-kun
- Miyo-chan
- Yasuaki-chan
- Sakko-chan
- Tai-chan
- Ôe-kun
- Amadera-kun
- Aiko Saisho
- Migita-kun
- Keiko Aoki
- Toshiko Sakamoto
- Yoshiharu Watanabe

## Les thèmes
L'école, l'éducation, la pédagogie, l'enfance, le regard des autres ainsi que la philosophie, le Japon.

## Adaptations
Le roman a été adapté en film d'animation,.